# Anna Gschnitzer
Anna Gschnitzer (* 1986 in Innsbruck) ist eine Dramatikerin und Dramaturgin aus Südtirol.

## Leben
Anna Gschnitzer ist im Südtiroler Wipptal als Kind einer Altenpflegerin und eines Handwerkers aufgewachsen. Nach ihrem Schulabschluss zog sie nach Wien und studierte u. a. Sprachkunst an der Universität für angewandte Kunst Wien. Dort schrieb sie auch – angeregt durch die Regisseurin und Theaterleiterin Marie Bues – ihre ersten Texte fürs Theater und arbeitete mit Bühnen der freien Szene zusammen, u. a. mit dem Theater Drachengasse und dem Werk X in Wien sowie dem Theater Rampe in Stuttgart.
Die Uraufführung ihres Stückes Einfache Leute am Staatstheater Mainz erfuhr überaus positive Rückmeldung in der Presse, so schrieb z. B. Eva-Maria Magel in der Frankfurter Allgemeinen Zeitung: „Dass Anna Gschnitzer den Publikumspreis beim diesjährigen Heidelberger Stückemarkt gewonnen hat, dürfte nicht nur an der fein komponierten Dramaturgie und gleichzeitig an einer realistischen, oft fein ironischen und zugleich poetischen Sprache liegen, sondern auch daran, dass Gschnitzer, Jahrgang 1986, die auch als Dramaturgin tätig ist, einen Nerv trifft.“ Zudem wurde die Inszenierung zum virtuellen nachtkritik-Theatertreffen eingeladen.
Gschnitzers Stücke entstehen häufig in engem Zusammenwirken mit der praktischen Bühnenarbeit. Sie arbeitet regelmäßig mit dem Regisseur Alexander Nerlich, der Schauspielerin und Regisseurin Pina Bergemann und der Regisseurin Babett Grube zusammen. Ihre Stücke wurden bisher u. a. am Schauspielhaus Wien, an der Schaubühne am Lehniner Platz, am Stadttheater Ingolstadt, an den Vereinigten Bühnen Bozen und am Theaterhaus Jena gezeigt.
In ihren Stücken verhandelt Gschnitzer Klassismus, Mutterschaft, Care-Arbeit, patriarchale Gewalt sowie Feminismus. Ihre Texte erscheinen beim Theaterverlag Felix Bloch Erben in Berlin.
Von 2018 bis 2020 war Gschnitzer Dramaturgin am Residenztheater und an den Kammerspielen in München.
Anna Gschnitzer lebt mit Mann und Tochter in München.

## Theaterstücke (Auswahl)
- Einfache Leute, Uraufführung (UA) 2021, Staatstheater Mainz, Regie: Alexander Nerlich.[2]
- Leaving Carthago, UA 2022, Theaterhaus Jena, Regie: Pina Bergemann, Babett Grube.[3]
- Fallen, UA 2022, Theater Drachengasse Wien, Regie: Isabella Sedlak.[4]
- Fanes, UA 2023, Vereinigte Bühnen Bozen, Regie: Cilli Drexel, Musik: Franui.[5]
- Wasser, UA 2023, Stadttheater Ingolstadt, Regie: Alexander Nerlich.[6]
- Die Entführung der Amygdala, UA 2024, Theaterhaus Jena, Regie: Pina Bergemann, Babett Grube.[7]
- Ich, Antigone, UA 2024, Staatstheater Mainz, Regie: Alexander Nerlich.[8]
- Capri, UA 2024, Schauspielhaus Wien, Regie: Valerie Voigt.[9][10]

## Auszeichnungen (Auswahl)
- 2012: Jurypreis des Newcomer-Wettbewerbs „Töchter und Söhne“ am Theater Drachengasse für ihr Stück Outperform Yourself: Treten Sie Sich Ein
- 2017: Startstipendium für Literatur vergeben durch das Bundesministerium für Unterricht, Kunst und Kultur, Wien
- 2014: Jahresstipendium der Literar-Mechana
- 2014: Dramatik-Stipendium der Stadt Wien
- 2015/16: Kooperationsstipendium der Akademie Schloss Solitude
- 2016: Einladung zum Wettbewerb für das Hans-Gratzer-Stipendium am Schauspielhaus Wien
- 2018: Publikumspreis beim Münchner Förderpreis für deutschsprachige Dramatik[11]
- 2021: Publikumspreis des Heidelberger Stückemarkts für ihr Stück Einfache Leute[12]
- 2022: Teilnahme am virtuellen nachtkritik-Theatertreffen mit der Inszenierung Einfache Leute
- 2022: Nominierung bei Theater Heute als beste Nachwuchsautorin
- 2022: Stipendiatin am Literarischen Colloquium Berlin
- 2022: Arbeitsstipendium im Bereich Theater vergeben durch das Kulturreferat München